# Премия «Грэмми» за лучший нью-эйдж-альбом
Премия «Грэмми» за лучший нью-эйдж альбом (англ. Grammy Award for Best New Age Album) присуждается Национальной академией искусства и науки звукозаписи за «художественные достижения, техническое мастерство и значительный вклад в развитие звукозаписи без учёта продаж альбома и его позиции в чартах» ежегодно с 1987 года.
Первоначально имела название «Лучшая запись в жанре нью-эйдж» и была присуждена швейцарскому музыканту Андреасу Фолленвайдеру за студийный альбом Down to the Moon на 29-й церемонии вручения наград «Грэмми». Уже на следующий год академия решила переименовать категорию в «Лучшее нью-эйдж исполнение». В 1992 году повторно произошло изменение наименования категории; оно было изменено на «Лучший нью-эйдж альбом», которое используется и на сегодняшний день. Начиная с 2001 года премия вручалась не только исполнителю альбома, но и другим участникам записи: продюсерам, звукорежиссёрам и прочему персоналу. Последним лауреатом награды в настоящий момент является канадский гитарист Джим Уэст.
Нью-эйдж, как музыкальный жанр неоднократно вызывал споры со стороны музыкальных журналистов и музыкальной индустрии в целом. Национальная академия искусства и науки звукозаписи вручает премию за новую запись, содержащую не менее 51 % музыки, которую можно отнести к жанру нью-эйдж.
Рекордсменами по количеству побед на 2013 год является Пол Уинтер. В сольной карьере он получил две награды и четыре к качестве лидера коллектива Paul Winter Consort. Уинтер также является единственным музыкантом, получившим награду два года подряд. Первое место по числу полученных наград занимают американские исполнители (16 раз), второе место занимают ирландские музыканты (5). Японский композитор Китаро держит первенство по количеству номинаций (13). Он является единственным музыкантом, чья серия альбомов номинировалась на «Грэмми» полностью.

## Список победителей и номинантов
| Год  | Исполнитель                 | Страна         | Альбом                          | Номинанты | Прим.                |
| ---- | --------------------------- | -------------- | ------------------------------- | --- | -------------------- |
| 1987 | Андреас Фолленвайдер        | Швейцария      | Down to the Moon                | - Жан-Мишель Жарр — Rendez-Vous - Пол Уинтер — Canyon - Несколько исполнителей (Windham Hill Records) — A Winter Solstice - Несколько исполнителей — Windham Hill Records Sampler '86                     | [ 7 ]                |
| 1988 | Юсеф Латиф                  | США            | Yusef Lateef's Little Symphony  | - Пол Хорн — Traveler - Китаро — The Field - Montreux — Sweet Intentions - Патрик О’Херн — Between Two Worlds - Лиз Стори — Reconciliations                                                               | [ 8 ]                |
| 1989 | Shadowfax                   | США            | Folksongs for a Nuclear Village | - Сьюзан Чани — Neverland - Марк Айшем — Castalia - Стив Хан и Роб Маунси — Sweet Intentions - Пол Уинтер — Пульс Земли                                                                                   | [ 9 ]                |
| 1990 | Питер Гэбриел               | Великобритания | Passion                         | - Эния — Orinoco Flow - Марк Айшем — Tibet - Андреас Фолленвайдер — Dancing with the Lion - Пол Уинтер — Icarus                                                                                           | [ 10 ]               |
| 1991 | Марк Айшем                  | США            | Mark Isham                      | - Acoustic Alchemy — Reference Point - Майкл Хеджес — Taproot - Mannheim Steamroller — Yellowstone: The Music of Nature - Mysterious Voices of Bulgaria — Balkan - Пол Уинтер — Earth: Voices of a Planet | [ 11 ]               |
| 1992 | Чип Дэвис                   | США            | Fresh Aire 7                    | - Дэвид Аркенстон — In the Wake of the Wind - Сьюзан Чани — Hotel Luna - Оттмар Либерт — Borrasca - Tangerine Dream — Rockoon                                                                             | [ 12 ]               |
| 1993 | Эния                        | Ирландия       | Shepherd Moons                  | - Китаро — Dream - Shadowfax — Esperanto - Tangerine Dream — Rockoon - Янни Хрисомаллис — Dare to Dream                                                                                                   | [ 13 ]               |
| 1994 | Paul Winter Consort         | США            | Spanish Angel                   | - Clannad — Banba - Оттмар Либерт — The Hours Between Night and Day - Tangerine Dream — 220 Volt Live - Янни Хрисомаллис — In My Time                                                                     | [ 14 ]               |
| 1995 | Пол Уинтер                  | США            | Prayer for the Wild Things      | - Clannad — Acoustic Planet - Китаро — Mandala - Майкл Несмит — The Garden - Tangerine Dream — Turn of the Tides                                                                                          | [ 15 ]               |
| 1996 | Джордж Уинстон              | США            | Forest                          | - Сьюзан Чани — Dream Suite - Китаро — An Enchanted Evening - Tangerine Dream — Tyranny of Beauty - Патрик О’Херн — Trust                                                                                 | [ 16 ]               |
| 1997 | Эния                        | Ирландия       | The Memory of Trees             | - Acoustic Alchemy — Arcanum - Сьюзан Чани — Pianissimo II - Clannad — Lore - Оттмар Либерт — Opium | [ 17 ]               |
| 1998 | Майкл Хеджес                | США            | Oracle                          | - Enigma — Le Roi Est Mort, Vive Le Roi! - Майк Олдфилд — Voyager - Вангелис — Oceanic - Пол Уинтер — Canyon Lullaby                                                                                      | [ 18 ]               |
| 1999 | Clannad                     | Ирландия       | Landmarks                       | - Уильям Экерман — Sound of Wind Driven Rain - Алекс де Грасси — The Water Garden - Китаро — Gaia Onbashira - Джон Теш — Grand Passion                                                                    | [ 19 ]               |
| 2000 | Пол Уинтер                  | США            | Celtic Solstice                 | - Дэвид Аркенстоун — Citizen of the World - Сьюзан Чани — Turning - Пол Хорн и Карлос Накаи — Inside Monument Valley - Карлос Накаи — Inner Voices - Джордж Уинстон — Plains                              | [ 20 ]               |
| 2001 | Китаро                      | Япония         | Thinking of You                 | - Мойя Бреннан — Whisper to the Wild Water - Дэвид Ланц — East of the Moon - Фил Култер — Highland Cathedral - Карлос Накаи, Уильям Итон и Наванг Кхечог — In a Distant Place                             | [ 21 ] [ 22 ]        |
| 2002 | Эния                        | Ирландия       | A Day Without Rain              | - Филип Эберг — Live from Montana - Дэвид Дарлинг — Cello Blue - Китаро — Ancient - Сакред Спирит — Sacred Spirit II: More Chants and Dances of the Native Americans                                      | [ 23 ]               |
| 2003 | Tingstad and Rumbel         | США            | Acoustic Garden                 | - Уильям Экерман — Hearing Voices - Китаро — An Ancient Journey - Карлос Накаи — An Ancient Journey - Джай Уттал и Pagan Love Orchestra — Mondo Rama                                                      | [ 24 ] [ 25 ] [ 26 ] |
| 2004 | Патрик Брюс Мэтини          | США            | One Quiet Night                 | - Cusco — Inner Journeys - Майкл Хопп — Solace - Питер Катер — Red Moon - Китаро — Sacred Journey of Ku-Kai                                                                                               | [ 27 ] [ 28 ]        |
| 2005 | Уильям Экерман              | Германия · США | Returning                       | - Дэвид Аркенстоун — Atlantis: A Symphonic Journey - Мойя Бреннан — Two Horizons - Питер Катер — Piano - Джонатан Илайас — American River                                                                 | [ 29 ] [ 30 ]        |
| 2006 | Paul Winter Consort         | США            | Silver Solstice                 | - Джек ДеДжохнетте — Music in the Key of Om - Китаро — Sacred Journey of Ku-Kai, Volume 2 - Карлос Накаи — People of Peace - Джордж Уинстон — Montana — A Love Story                                      | [ 29 ] [ 30 ]        |
| 2007 | Эния                        | Ирландия       | Amarantine                      | - Enigma — A Posteriori - Лиза Карпентер — Beyond Words - Питер Катер — Elements Series: Fire - Андреас Фолленвайдер — The Magical Journeys of Andreas Vollenweider                                       | [ 31 ]               |
| 2008 | Paul Winter Consort         | США            | Crestone                        | - Питер Катер — Faces of the Sun - Оттмар Либерт — One Guitar - Китаро — Sacred Journey of Ku-Kai, Volume 3 - Tingstad and Rumbel — Southwest                                                             | [ 32 ]               |
| 2009 | Джек ДеДжохнетте            | США            | Peace Time                      | - Уильям Экерман — Meditations - Уилл Клипман — Pathfinder - Питер Катер — Ambrosia - Оттмар Либерт — The Scent of Light                                                                                  | [ 33 ]               |
| 2010 | Дэвид Дарлинг               | США            | Prayer for Compassion           | - Джим Брикман — Faith - Henta — Laserium for the Soul - Питер Катер, Кенни Логгинс, Доминик Миллер и Жак Морелебаум — In a Dream - Китаро — Impressions of the West Lake                                 | [ 34 ]               |
| 2011 | Paul Winter Consort         | США            | Miho: What's It All About       | - Майкл ДеМария — Ocean - Карлос Накаи, Уильям Итон — Dancing Into Silence - Zamora — Instrumental Oasis, Vol 4 - Китаро — Sacred Journey of Ku-Kai, Volume 4                                             | [ 35 ]               |
| 2012 | Патрик Брюс Мэтини          | США            | Miho: What's It All About       | - Al Conti — Northern Seas - Майкл ДеМария — Gaia - Питер Катер — Wind, Rock, Sea & Flame - Zamora — Instrumental Oasis, Vol 4                                                                            | [ 36 ]               |
| 2013 | Омар Акрам                  | США            | Echoes of Love                  | - Кришна Дас — Live Ananda - Майкл ДеМария — Bindu - Питер Катер — Light Body - Стивен Халперн — Deep Alpha - Лорина Маккеннитт — Troubadours of the Rhine                                                | [ 37 ]               |
| 2014 | Лора Салливан               | США            | Love's River                    | - Брайан Ино – Lux - Питер Катер – Illumination - Китаро — Final Call - Карлос Накаи и Уилл Клипман – Awakening the Fire                                                                                  |                      |
| 2015 | Рики Редж и Вутер Келлерман | ЮАР · США      | Winds of Samsara                | - Пол Авгеринос – Bhakti - Питер Катер и Карлос Накаи – Ritual - Китаро — Symphony Live in Istanbul - Сильвия Наккаш и Дэвид Дарлинг – In Love and Longing                                                |                      |
| 2016 | Пол Авгеринос               | США            | Grace                           | - Madi Das – Bhakti Without Borders - Кэтрин Дук – Voyager - Питер Катер — Love - Рон Корб – Asia Beauty                                                                                                  |                      |